# Стрибки у воду на Чемпіонаті світу з водних видів спорту 1986
Змагання зі стрибків у воду на Чемпіонаті світу з водних видів спорту 1986 відбулися в Центрі плавання M86 в Мадриді (Іспанія).

## Таблиця медалей
| Місце              | Країна             | Золото | Срібло | Бронза | Загалом |
| ------------------ | ------------------ | ------ | ------ | ------ | ------- |
| 1                  | КНР (CHN)          | 2      | 4      | 1      | 7       |
| 2                  | США (USA)          | 2      | 0      | 2      | 4       |
| 3                  | СРСР (URS)         | 0      | 0      | 1      | 1       |
| Загалом (3 збірні) | Загалом (3 збірні) | 4      | 4      | 4      | 12      |

## Медальний залік

### Чоловіки
| Дисципліна    | Золото                    | Срібло                  | Бронза                    |
| Трамплін, 3 м | Грег Луганіс (USA) 750.06 | Тань Лянде (CHN) 692.28 | Лі Хунпін (CHN) 642.06    |
| Вишка, 10 м   | Грег Луганіс (USA) 668.58 | Лі Кунчжен (CHN) 624.33 | Брюс Кімболл (USA) 599.91 |

### Жінки
| Дисципліна    | Золото                 | Срібло               | Бронза                      |
| Трамплін, 3 м | Ґао Мінь (CHN) 582.90  | Лі Їхуа (CHN) 549.42 | Марина Бабкова (URS) 525.21 |
| Вишка, 10 м   | Чень Лінь (CHN) 449.67 | Люй Вей (CHN) 422.25 | Венді Вайленд (USA) 412.47  |